# Melinda apicihamata
Melinda apicihamata är en tvåvingeart som beskrevs av Feng och Xue 1998. Melinda apicihamata ingår i släktet Melinda och familjen spyflugor. Inga underarter finns listade i Catalogue of Life.